# Ganeshpur
Ganeshpur (o Ganeshpuri) è una suddivisione dell'India, classificata come census town, di 8.183 abitanti, situata nel distretto di Bhandara, nello stato federato del Maharashtra. In base al numero di abitanti la città rientra nella classe V (da 5.000 a 9.999 persone).

## Geografia fisica
La città è situata a 21° 09' 44 N e 79° 38' 59 E.

## Società

### Evoluzione demografica
Al censimento del 2001 la popolazione di Ganeshpur assommava a 8.183 persone, delle quali 4.248 maschi e 3.935 femmine. I bambini di età inferiore o uguale ai sei anni assommavano a 834, dei quali 445 maschi e 389 femmine. Infine, coloro che erano in grado di saper almeno leggere e scrivere erano 6.792, dei quali 3.722 maschi e 3.070 femmine.